# Crocidura dsinezumi
Crocidura dsinezumi is een zoogdier uit de familie van de spitsmuizen (Soricidae). De wetenschappelijke naam van de soort werd voor het eerst geldig gepubliceerd door Temminck in 1842.